# المرقب الفلكي الفاتيكاني

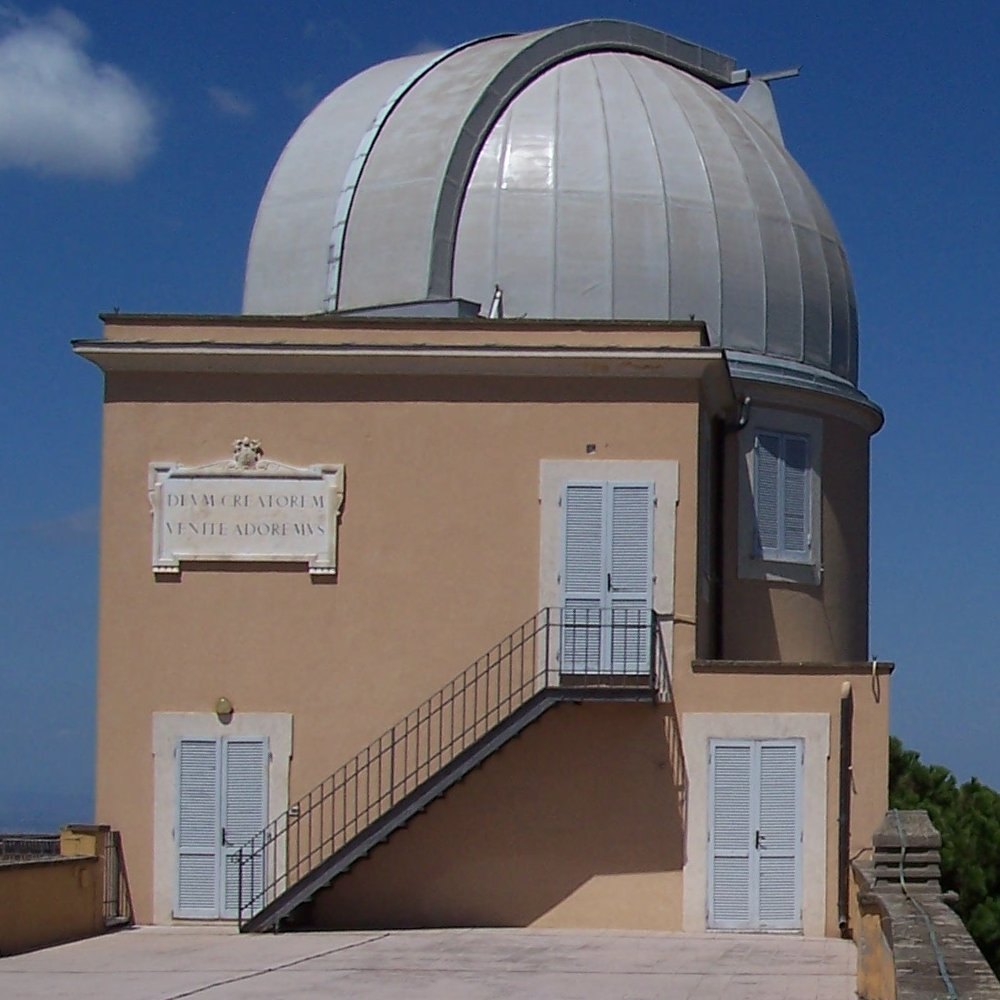
المرقب الفلكي الفاتيكاني.

يقع المرصد الفلكي الفاتيكاني في قلعة غاندولوفو إلى الجنوب من روما، وهي المقر الصيفي للبابا وإحدى المواقع التابعة للفاتيكان رغم كونها خارج أسوارها؛ يتبع للمرصد مرقبًا آخر في جبل غراهام بيل في الولايات المتحدة؛ وقد خرّج المرقب الذي يعتبر واحدًا من أهم مراقب العالم عددًا من العلماء المرموقين أمثال ميشال هيلر، جورج كوين، وفان جورج بيسبورغ وجميعهم حاصلين على جوائز تمبلتون لعلماء الكونيات؛ اهتمت الكنيسة الكاثوليكية طوال تاريخها بعلم الفلك خصوصًا لأهميته في تحديد ميعاد عيد الفصح وكذلك في حساب التوقيت والأيام، وكانت الفاتيكان قد قادت عملية تصحيح التقويم عام 1583 والذي عرف باسم بابا ذلك العصر غريغوري الثالث عشر باسم «التقويم الغريغوري» وهو التقويم الميلادي المعترف به في مختلف أنحاء العالم اليوم.
أخذت البابوية في القرن الثامن عشر بدعم علم الفلك وتقدمه وقامت بإنشاء هذا المرصد عام 1774 ثم قامت بتوسعته عدة مرات، وأعلن مؤخرًا في عام 2008 عن نقله من القلعة إلى أحد الأديار القريبة في المنطقة نفسها، ويتعامل المرقب مع عدد من الجامعات أمثال جامعة أريزونا في الولايات المتحدة.

## مواقع خارجية
- الموقع الرسمي